# Província de Yozgat
Yozgat és una província situada a la part central de Turquia. Les seves províncies adjacents són Çorum al nord-oest, Kirikkale a l'oest, Kırşehir al sud-oest, Nevşehir al sud, Kayseri al southeast, Sivas a l'est, Tokat al nord-est, i Amasya al nord. La capital provincial és Yozgat.

## Districtes
La província de Yozgat es divideix en 14 districtes (el districte de la capital apareix en negreta):
- Akdağmadeni
- Aydıncık
- Boğazlıyan
- Çandır
- Çayıralan
- Çekerek
- Kadışehri
- Saraykent
- Sarıkaya
- Şefaatli
- Sorgun
- Yenifakılı
- Yerköy
- Yozgat